# Neuroperla schedingi
Neuroperla schedingi är en bäcksländeart som först beskrevs av Navás 1930.  Neuroperla schedingi ingår i släktet Neuroperla och familjen Eustheniidae. Inga underarter finns listade i Catalogue of Life.